# 1967年フランスグランプリ
1967年フランスグランプリ (1967 French Grand Prix) は、1967年のF1世界選手権第5戦として、1967年7月2日にブガッティ・サーキットで開催された。
1906年にル・マンで初開催されて以来、ブガッティ・サーキットで開催された唯一のフランスグランプリである。このコースは2000年以降、ロードレース世界選手権(MotoGP)のフランスグランプリが開催されている。

## レース概要
フランスGPでこの年のみ開催されたブガッティ・サーキットは、ル・マン24時間レースで使用されるサルト・サーキットのスタート&フィニッシュラインを含んでいたが、新しいセクションはあまりにも曲がりくねっていて、ランスやルーアン、クレルモンフェランのような壮大さを持っていなかった。本レースの前週にランスで行われたF2レースでは、ほとんどのトップドライバーが参加していた。その後、ルーアンでの別のF2レースを楽しみにしていたので、彼らはル・マンに感銘を受けなかった。観客動員数もわずか2万人であった。
フェラーリは5月のモナコGPでロレンツォ・バンディーニが事故死したのに続き、前戦ベルギーGPでマイク・パークスがクラッシュし、両足を複雑骨折してドライバー生命を絶たれ、このクラッシュにショックを受けたルドビコ・スカルフィオッティが一時的にF1から引退したため、この年抜擢された若いクリス・エイモンのみが参加した。ホンダは前戦ベルギーGPで大破したエンジンの代替が間に合わず、本レースを欠場した。ブルース・マクラーレンは自身（マクラーレン）の新車を準備できず、イーグルの2台目を借りて参加した。
スタート直後はポールポジションのグラハム・ヒルがリードしたが、1周でジャック・ブラバムに抜かれた。しかし、5周目にジム・クラークがブラバムを抜いてトップに立ち、7周目にヒルがブラバムを抜き返し、ロータスは1-2体制を築いた。その後、ヒルは11周目に首位の座を取り戻すが、14周目にクラウンホイール&ピニオンが壊れてリタイアした。これで再び首位となったクラークも24周目にヒルと同じ箇所の問題でリタイアし、ブラバムがダン・ガーニー、クリス・エイモン、デニス・ハルムを従えて首位に返り咲いた。ガーニーが41周目に燃料パイプが壊れてリタイアしたことによりブラバムの1-2体制となり、エイモンは数周後にスロットルケーブルが壊れてリタイアした。これでペドロ・ロドリゲスが3位に浮上したが、燃料ラインが割れてピットインを強いられ後退した。ブラバムはチームメイトのハルムに49.5秒差で前年のドイツGP以来8戦ぶりの勝利を挙げた。1周遅れでBRMのジャッキー・スチュワートが3位表彰台を獲得した。

## エントリーリスト
| チーム                                                      | No. | ドライバー                       | コンストラクター | シャシー | エンジン                         | タイヤ |
| ----------------------------------------------------------- | --- | -------------------------------- | ---------------- | -------- | -------------------------------- | ------ |
| スクーデリア・フェラーリ SpA SEFAC                          | 1   | ルドビコ・スカルフィオッティ 1   | フェラーリ       | 312/67   | フェラーリ 242 3.0L V12          | F      |
| スクーデリア・フェラーリ SpA SEFAC                          | 2   | クリス・エイモン                 | フェラーリ       | 312/67   | フェラーリ 242 3.0L V12          | F      |
| ブラバム・レーシング・オーガニゼーション                    | 3   | ジャック・ブラバム               | ブラバム         | BT24     | レプコ 740 3.0L V8               | G      |
| ブラバム・レーシング・オーガニゼーション                    | 4   | デニス・ハルム                   | ブラバム         | BT24     | レプコ 740 3.0L V8               | G      |
| ホンダ・レーシング                                          | 5   | ジョン・サーティース 2           | ホンダ           | RA273    | ホンダ RA273E 3.0L V12           | F      |
| チーム・ロータス                                            | 6   | ジム・クラーク                   | ロータス         | 49       | フォード・コスワース DFV 3.0L V8 | F      |
| チーム・ロータス                                            | 7   | グラハム・ヒル                   | ロータス         | 49       | フォード・コスワース DFV 3.0L V8 | F      |
| アングロ・アメリカン・レーサーズ                            | 8   | ブルース・マクラーレン           | イーグル         | T1G      | ウェスレイク 58 3.0L V12         | G      |
| アングロ・アメリカン・レーサーズ                            | 9   | ダン・ガーニー                   | イーグル         | T1G      | ウェスレイク 58 3.0L V12         | G      |
| オーウェン・レーシング・オーガニゼーション                  | 10  | ジャッキー・スチュワート         | BRM              | P261     | BRM P60 2.1L V8                  | G      |
| オーウェン・レーシング・オーガニゼーション                  | 11  | マイク・スペンス                 | BRM              | P83      | BRM P75 3.0L H16                 | G      |
| クーパー・カー・カンパニー                                  | 12  | ヨッヘン・リント                 | クーパー         | T81B     | マセラティ 10/F1 3.0L V12        | F      |
| クーパー・カー・カンパニー                                  | 14  | ペドロ・ロドリゲス               | クーパー         | T81      | マセラティ 9/F1 3.0L V12         | F      |
| レグ・パーネル・レーシング                                  | 15  | クリス・アーウィン               | BRM              | P83      | BRM P75 3.0L H16                 | F      |
| ギ・リジェ                                                  | 16  | ギ・リジェ                       | クーパー         | T81      | マセラティ 9/F1 3.0L V12         | F      |
| DWレーシング・エンタープライゼス                            | 17  | ボブ・アンダーソン               | ブラバム         | BT11     | クライマックス FPF 2.8L L4       | D      |
| ロブ・ウォーカー/ジャック・ダーラッシャー・レーシングチーム | 18  | ジョー・シフェール               | クーパー         | T81      | マセラティ 9/F1 3.0L V12         | F      |
| ヨアキム・ボニエ・レーシングチーム                          | 19  | ヨアキム・ボニエ 3               | クーパー         | T81      | マセラティ 9/F1 3.0L V12         | F      |
| マトラ・スポール                                            | 20  | ジャン＝ピエール・ベルトワーズ 4 | マトラ           | MS7      | フォード・コスワース FVA 1.6L L4 | D      |
| マトラ・スポール                                            | 21  | ジョニー・セルボ＝ギャバン 4     | マトラ           | MS7      | フォード・コスワース FVA 1.6L L4 | D      |
| ソース:                                                     |     |                                  |                  |          |                                  |        |

追記
- ^1 - スカルフィオッティはF1引退によりチームを離脱[4]
- ^2 - ホンダはエンジンが準備できず欠場[5]
- ^3 - マシンが準備できず[9]
- ^4 - エントリーしたが出場せず[9]
- ピンク地はF2マシン

## 結果

### 予選
| 順位    | No. | ドライバー               | コンストラクター        | タイム | 差   | グリッド |
| ------- | --- | ------------------------ | ----------------------- | ------ | ---- | -------- |
| 1       | 7   | グラハム・ヒル           | ロータス-フォード       | 1:36.2 | -    | 1        |
| 2       | 3   | ジャック・ブラバム       | ブラバム-レプコ         | 1:36.3 | +0.1 | 2        |
| 3       | 9   | ダン・ガーニー           | イーグル-ウェスレイク   | 1:37.0 | +0.8 | 3        |
| 4       | 6   | ジム・クラーク           | ロータス-フォード       | 1:37.5 | +1.3 | 4        |
| 5       | 8   | ブルース・マクラーレン   | イーグル-ウェスレイク   | 1:37.6 | +1.4 | 5        |
| 6       | 4   | デニス・ハルム           | ブラバム-レプコ         | 1:37.9 | +1.7 | 6        |
| 7       | 2   | クリス・エイモン         | フェラーリ              | 1:38.0 | +1.8 | 7        |
| 8       | 12  | ヨッヘン・リント         | クーパー-マセラティ     | 1:38.9 | +2.7 | 8        |
| 9       | 15  | クリス・アーウィン       | BRM                     | 1:39.4 | +3.2 | 9        |
| 10      | 10  | ジャッキー・スチュワート | BRM                     | 1:39.6 | +3.4 | 10       |
| 11      | 18  | ジョー・シフェール       | クーパー-マセラティ     | 1:40.1 | +3.9 | 11       |
| 12      | 11  | マイク・スペンス         | BRM                     | 1:40.3 | +4.1 | 12       |
| 13      | 14  | ペドロ・ロドリゲス       | クーパー-マセラティ     | 1:40.5 | +4.3 | 13       |
| 14      | 17  | ボブ・アンダーソン       | ブラバム-クライマックス | 1:44.9 | +8.7 | 14       |
| 15      | 16  | ギ・リジェ               | クーパー-マセラティ     | 1:45.2 | +9.0 | 15       |
| ソース: |     |                          |                         |        |      |          |

### 決勝
| 順位    | No. | ドライバー               | コンストラクター        | 周回数 | タイム/リタイア原因 | グリッド | ポイント |
| ------- | --- | ------------------------ | ----------------------- | ------ | ------------------- | -------- | -------- |
| 1       | 3   | ジャック・ブラバム       | ブラバム-レプコ         | 80     | 2:13:21.3           | 2        | 9        |
| 2       | 4   | デニス・ハルム           | ブラバム-レプコ         | 80     | +49.5               | 6        | 6        |
| 3       | 10  | ジャッキー・スチュワート | BRM                     | 79     | +1 Lap              | 10       | 4        |
| 4       | 18  | ジョー・シフェール       | クーパー-マセラティ     | 77     | +3 Laps             | 11       | 3        |
| 5       | 15  | クリス・アーウィン       | BRM                     | 76     | エンジン            | 9        | 2        |
| 6       | 14  | ペドロ・ロドリゲス       | クーパー-マセラティ     | 76     | +4 Laps             | 13       | 1        |
| NC      | 16  | ギ・リジェ               | クーパー-マセラティ     | 68     | 規定周回数不足      | 15       |          |
| Ret     | 2   | クリス・エイモン         | フェラーリ              | 47     | スロットル          | 7        |          |
| Ret     | 9   | ダン・ガーニー           | イーグル-ウェスレイク   | 40     | 燃料漏れ            | 3        |          |
| Ret     | 12  | ヨッヘン・リント         | クーパー-マセラティ     | 33     | エンジン            | 8        |          |
| Ret     | 8   | ブルース・マクラーレン   | イーグル-ウェスレイク   | 26     | 燃料噴射装置        | 5        |          |
| Ret     | 6   | ジム・クラーク           | ロータス-フォード       | 23     | ディファレンシャル  | 4        |          |
| Ret     | 17  | ボブ・アンダーソン       | ブラバム-クライマックス | 16     | イグニッション      | 14       |          |
| Ret     | 7   | グラハム・ヒル           | ロータス-フォード       | 13     | ディファレンシャル  | 1        |          |
| Ret     | 11  | マイク・スペンス         | BRM                     | 9      | ハーフシャフト      | 12       |          |
| ソース: |     |                          |                         |        |                     |          |          |

ファステストラップ
- グラハム・ヒル - 1:36.7（7周目）

ラップリーダー
- グラハム・ヒル - 4周 (Lap 1, 11-13)
- ジャック・ブラバム - 60周 (Lap 2-4, 24-80)
- ジム・クラーク - 16周 (Lap 5-10, 14-23)

## 第5戦終了時点のランキング
|         | 順位 | ドライバー         | ポイント |
| ------- | ---- | ------------------ | -------- |
|         | 1    | デニス・ハルム     | 22       |
| 4       | 2    | ジャック・ブラバム | 16       |
| 1       | 3    | ペドロ・ロドリゲス | 12       |
| 1       | 4    | クリス・エイモン   | 11       |
| 1       | 5    | ジム・クラーク     | 10       |
| ソース: |      |                    |          |

|         | 順位 | コンストラクター    | ポイント |
| ------- | ---- | ------------------- | -------- |
|         | 1    | ブラバム-レプコ     | 27       |
|         | 2    | クーパー-マセラティ | 17       |
| 3       | 3    | BRM                 | 11       |
| 1       | 4    | フェラーリ          | 11       |
| 1       | 5    | ロータス-フォード   | 10       |
| ソース: |      |                     |          |

- 注:  トップ5のみ表示。前半6戦のうちベスト5戦及び後半5戦のうちベスト4戦がカウントされる。